# Brombacher Schloss

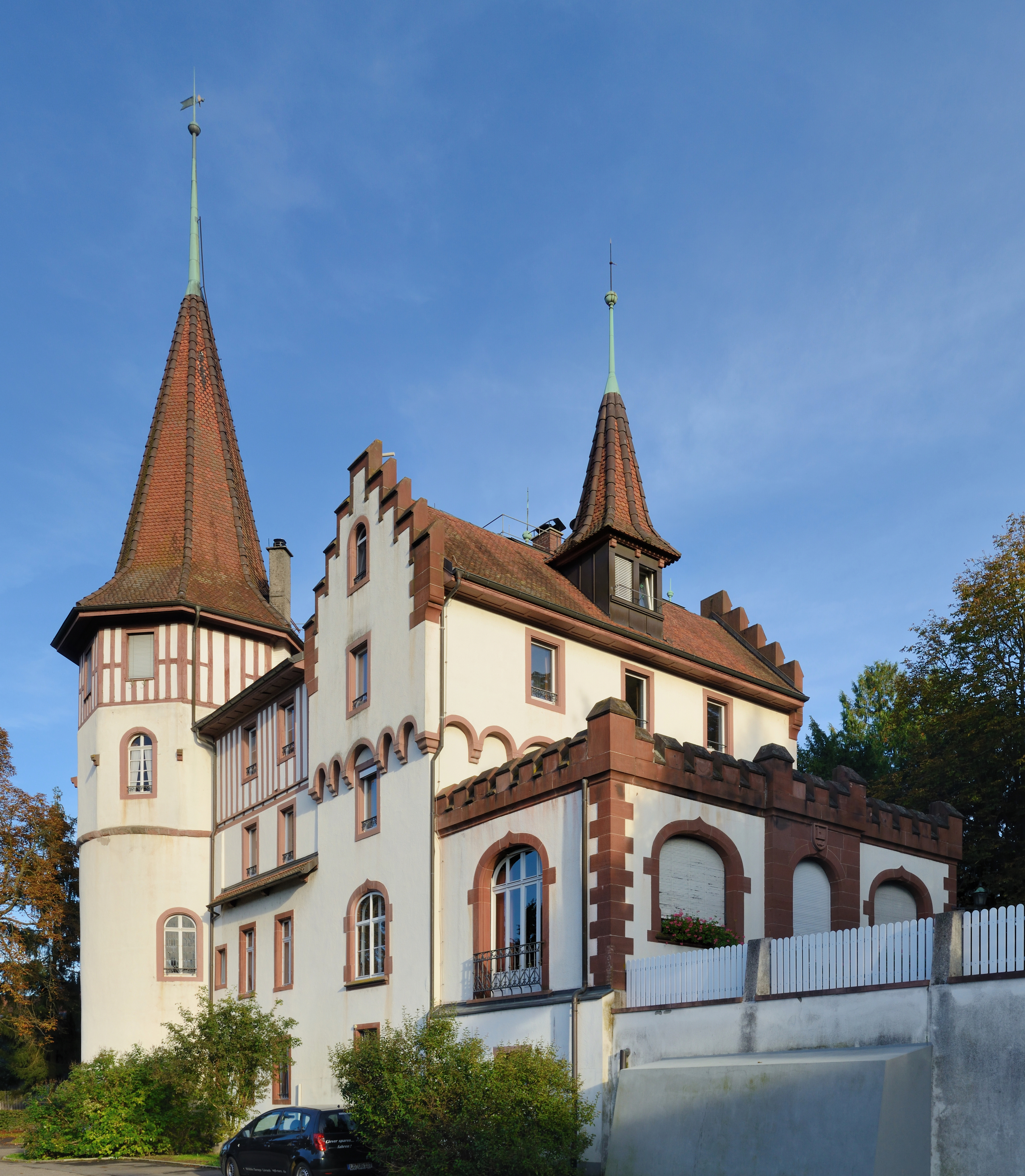
Schloss Brombach von Westen aus gesehen

Das Brombacher Schloss ist ein im historisierenden Stil von 1880 bis 1885 wieder errichteter Neubau einer ursprünglich mittelalterlichen Burganlage im Lörracher Ortsteil Brombach. Eine erste Beschreibung der Brombacher Burg stammt aus einer Besitzurkunde aus dem Jahr 1294. Im Jahr 1678 wurde die Burg durch französische Truppen zerstört. Das heute unter Denkmalschutz stehende Schlösschen befindet sich seit 1962 in Gemeindebesitz und wird nach einer umfangreichen Renovierung als Rathaus benutzt. Das Schlösschen wird von einer etwa 0,2 Hektar großen Grünfläche mit zum Teil älteren Baumbestand umschlossen.

## Lage und Beschreibung

### Die alte Wasserburg
Vom alten Wasserschloss existiert eine Beschreibung, die der Ortspfarrer Johann Mulsow 1905 aufgrund der damals erkennbaren Ruinenreste erstellte. Demnach handelte es sich um einen rechteckigen Bau mit einer Seitenlänge von 42 Metern und einer Breite von 35 Metern. In jeder Ecke stand ein runder Turm mit einer lichten Weite von 5 Metern. Die Türme standen etwa 2 bis 3 Meter über die sie verbindenden Gebäudemauern hervor. Die Anlage war von einem Wassergraben umgeben, der eine Seitenlänge von ca. 65 Metern hatte. Er war 15 bis 20 Meter breit und hatte eine Tiefe von etwa 2 Meter. Es wird angenommen, dass sich in der Mitte der Anlage ein Innenhof von etwa 200 Quadratmetern befand. Aufgrund der Größe der Anlage wird sie nicht nur als Wehranlage genutzt worden sein, sondern enthielt auch Stallungen und Wirtschaftsgebäude.

### Der Neubau von 1885

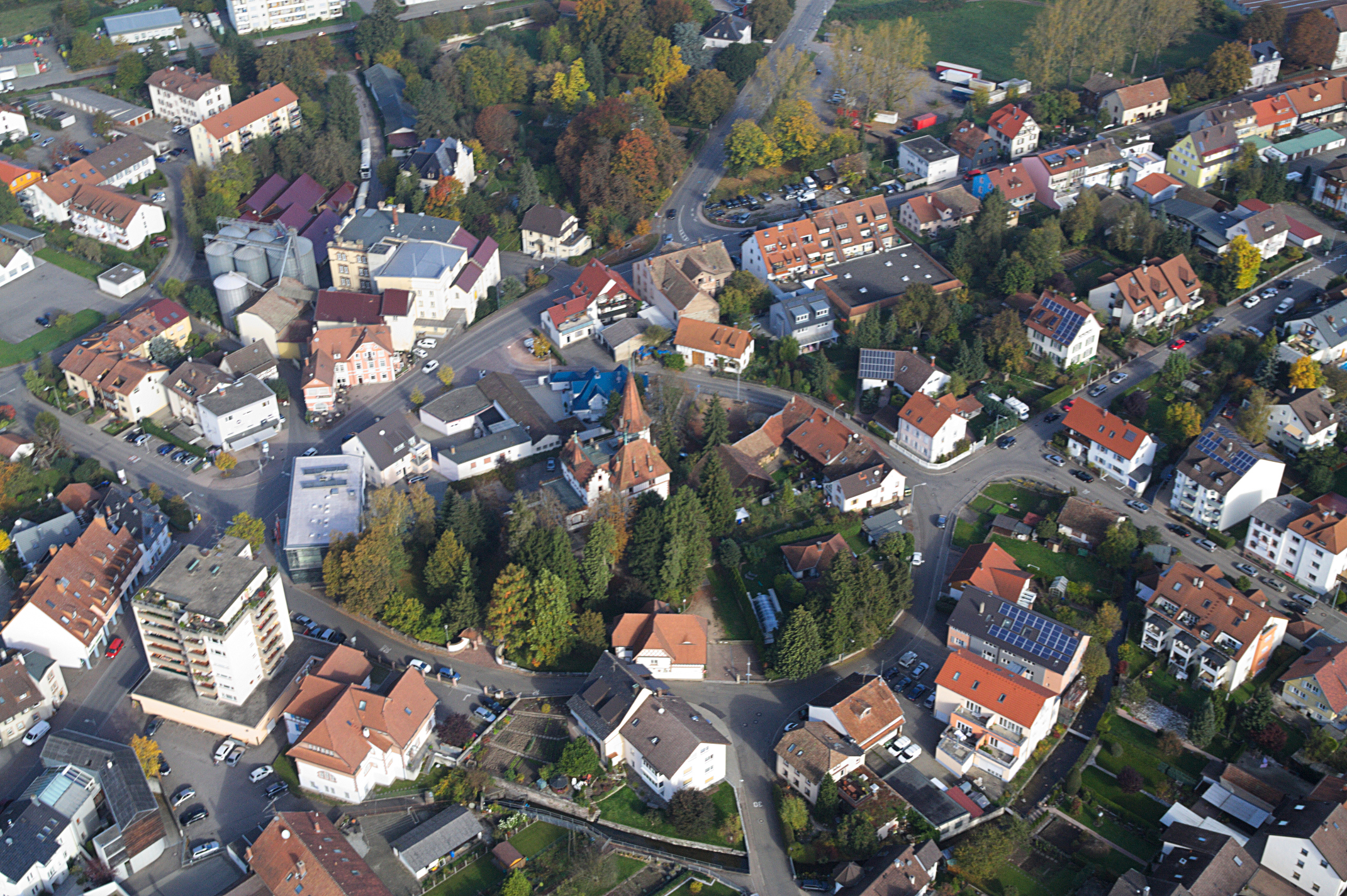
Brombacher Schloss mit der von der Luft aus gut zu erkennenden Ringstraße, die es umgibt

Das Schlösschen steht zentral und leicht erhöht auf rund 310 Metern Höhe im Ortskern Brombachs. Das Bauwerk wird von einer kleinen Parkanlage umgeben, die von einer ringförmigen, allerdings im Westen durch Bebauung unterbrochenen, Straße gesäumt wird. Der Niveauunterschied zwischen dem Schlösschen und dem zur Straße abfallenden Gelände lässt sich an der Lage des ehemaligen Burggrabens erkennen. Der Graben diente der Niederungsburg als Schutz und wurde vom nahe liegenden Dorfbach (Tannengraben) gespeist.
Das Brombacher Schlösschen verfügt über einen zur Nordseite ausgerichteten Rundturm, der als Gebäudeecke fungiert. Der mit einem spitz zulaufenden Pyramidendach gedeckte Turm ist 33 Meter hoch, weist einen Durchmesser von 7 Metern auf und hat im Unterbau eine Wandstärke von 1,70 Meter. Am Fuße des Rundturms befinden sich die Relikte der alten Umfassungsmauer. Die heute noch sichtbaren Überreste sind 15 Meter lang und 5 Meter hoch. Da genaue Berichte zu den baulichen Veränderungen fehlen kann das Alter der Mauer nicht genau bestimmt werden. Vermutlich stammt die Mauer aus dem 17. Jahrhundert. Der vierflügelige Bau nimmt eine Grundfläche von 23 auf 17 Metern ein.
Über dem Eingangsportal ist ein Wappenstein mit dem Wappen von Abt Caspar II. von St. Blasien eingelassen. Das Wappen hat jedoch keinen Bezug zur ursprünglichen Wasserburg, sondern stammt von der ehemaligen Klostermühle des Klosters Weitenau. Der Wappenstein wurde 1900 dem damaligen Müller von Moritz Großmann abgekauft und in seinem Herrensitz eingebaut – die Einfassung aus Sandstein wurde damals neu angefertigt.

## Geschichte

### Ursprünge und Mittelalter
1113 übergab Walcho von Waldeck seine Besitzungen in Brombach an das Kloster St. Blasien. Im 13. Jahrhundert ist eine Burggründung durch die Herren Reich von Reichenstein überliefert. Über 500 Jahre lang gehörte Brombach diesem Adelsgeschlecht, das seinen Herrensitz in der Dorfmitte von Brombach hatte. 1294 verkaufte Mathias Reich die Wasserburg und das Dorf an seinen Bruder, den Basler Fürstbischof Peter I.
Matthias erhielt das Dorf anschließend von seinem Bruder zum Lehen zurück.
Das Baujahr und der Bauherr der Burganlage sind in Urkunden nicht überliefert worden. Ebenso fehlt eine Abbildung der Burg. Aus einer Beschreibung eines Pfarrers namens Deisler aus dem Jahr 1294 geht hervor, dass sie an den vier Ecken Rundtürme besessen haben soll sowie zwei Meter dicke Grundmauern und katakombenartige Kellergänge. Sie soll im Geviert 45 auf 35 m gemessen haben und an jedem Eck einen 5 m breiten Turm gehabt haben. Der Standort war am Platz des heutigen Brombacher Schlösschens in der Dorfmitte. Werner, Vogt von Brombach, war um 1290 Schultheiß von Kleinbasel. Er ist der Stammvater der Herren von Bärenfels. Rudolf von Berne (oder: Derne) war 1336 Vogt von Brombach.
Ende des 13. oder Anfang des 14. Jahrhunderts scheinen die Herren von Rötteln in den Besitz des Dorfes gekommen zu sein, möglicherweise wiederum in Form eines Basler Lehens. Nachdem die Röttler mit Lüthold II. 1316 ausstarben, kamen als deren Erben die Herren von Krenkingen und die Markgrafen von Hachberg-Sausenberg in Besitz Brombachs und schlossen 1326 einen Burgfrieden. In der Folge kam es jedoch zu Erbstreitigkeiten. Nach einem Schiedsspruch durch Graf Konrad von Freiburg aus dem Jahr 1341 durften die Markgrafen Brombach behalten, während das ebenfalls umstrittene Niedereggenen an die von Krenkingen ging. Schließlich wurden die Güter und die Burg wieder an die Herren Reichenstein verliehen. Wie viele Burgen, Schlösser und Häuser erlitt auch die Burg in Brombach Schäden durch das Erdbeben von Basel 1356.

### Seit dem 16. Jahrhundert
Im Jahr 1549 kam es zu Erbschaftsstreitigkeiten um das Brombacher Gut. Anspruch erhoben die Witwe Clara-Else Kapplerin des 1544 verstorbenen Schlossherren Hans Heinrich Reich von Reichenstein, ihr zweiter Mann Hans Heinreich von Landeck sowie Jakob Reich von Reichenstein, der Bruder des verstorbenen Schlossherren. Jakob ließ Clara-Else und ihre Mutter „aus Freundschaft“ bis zum Fastensonntag 1547 im Schloss wohnen. Zur Streitigkeit kam es, weil auch der zweite Ehemann Hans Heinrich seit der Hochzeit auf der Burg wohnte, allerdings ohne ausdrückliches Einverständnis Jakobs. Hans Heinrich wurde zwar zum Verlassen der Burg aufgefordert, weigerte sich jedoch. Er nahm wie ein Schlossherr die Frondienste in Anspruch, ohne dafür die erforderlichen Befugnisse des Markgrafen erhalten zu haben. Die Streitigkeiten wurden auch vor Gericht ausgefochten, welches am 22. Januar 1547 entschied, dass Hans Heinreich das Schloss zwar zu verlassen habe, aber alles mitnehmen dürfe was nicht „Nuet und Nagel“ halte.
Während des Dreißigjährigen Krieges war das Brombacher Schloss mehrfach besetzt. 1636 war es das Hauptquartier von Herzog Bernhard von Weimar, der als Oberbefehlshaber von dort aus die Belagerung und Erstürmung der drei Jahre zuvor in die Hände der Habsburger gefallenen Burg Rötteln vorbereitete. 1642 war das Brombacher Schloss im Besitz der Habsburger. Die Schlossherren Reich von Reichenstein hielten sich in der Zeit in Basel auf, wo sie ein Haus besaßen. 1651 wird in einem Kirchenbuch Max Jacob Reich von Reichenstein als Bewohner erwähnt. Im Jahr 1676 war das Schloss dann ein strategisch wichtiges Belagerungsobjekt im Holländischen Krieg für lothringische Truppen. Aufgrund des Widerstandes der Schlossbewohner wurde Brombach am 23. Oktober 1676 von den französischen Truppen in Brand gesetzt. Der Schaden am Schloss selbst ist nicht überliefert. Das Schloss wurde dann in der Nacht vom 29. auf den 30. Juni 1678 von französischen Truppen zerstört.
Die Familie Reich von Reichenstein geriet infolge der Kriege zunehmend in finanzielle Schwierigkeiten. Aufgrund der Schulden mussten die Reichensteins zunehmend Häuser und Güter verkaufen. Auch das mittlerweile baufällige Brombacher Schloss wurde veräußert. In einem Lehnsbrief vom 22. Juni 1845 bestätigte Großherzog Leopold von Baden die noch verbliebenen Zehntrechte in Inzlingen und Brombach. 1848 ging der Besitz dann an den Basler Handelsmann Isaak Dreyfus, der diesen an den Landwirt Johann Jakob Dietz verkaufte. Dieser scheiterte 1879 mit seinem Vorhaben, das Schloss zu einem Gasthof auszubauen, an den zu hohen Kosten.
Am 9. April 1880 übernahm der Textilunternehmer Moritz Großmann aus dem Kanton Aargau/Schweiz das unvollendete und im Bau befindliche Gebäude und ließ fünf Jahre später einen bezugsfertigen und völlig neu renovierten Bau für seine Familie errichten. Nachkommen der Familie Großmann bewohnten das Haus noch bis 1960.

### Heutige Nutzung
1962 ging der Besitz auf die damals noch selbständige Gemeinde Brombach über, die es seit 31. Oktober 1966 als Rathaus nutzte. Seit 1972 findet jährlich im September rund um das Brombacher Schloss das Brombacher Schlossgrabenfest statt. Seit die Gemeinde Brombach am 1. Januar 1975 zum Ortsteil von Lörrach wurde, ist das Gebäude Sitz der Ortsverwaltung des Stadtteils. Seit dem 1. Januar 2005 ist im Brombacher Rathaus das Standesamt der Stadt Lörrach untergebracht.